# Neobisium sardoum
Espèce
Neobisium sardoum est une espèce de pseudoscorpions de la famille des Neobisiidae.

## Distribution
Cette espèce est endémique de Sardaigne en Italie. Elle se rencontre à Oliena dans la grotte Grotte S'Abba Medica.

## Étymologie
Son nom d'espèce lui a été donné en référence au lieu de sa découverte, la Sardaigne.

## Publication originale
- Beier, 1956 : Weiteres zur Kenntnis der Hoehlenpseudoscorpione Sardiniens. Fragmenta Entomologica, vol. 2, p. 131-135.